# Куликовка
Куликовка (на руски: Куликовка) е село в Кантемировски район на Воронежка област на Русия. Намира се на 7 km от Михайловка.
Влиза в състава на селището от селски тип Михайловское.

## География

### Улици
- ул. Вишневая,
- ул. Горная,
- ул. Заречная,
- ул. Луговая,
- ул. Полевая,
- ул. Садовая,
- ул. Солнечная,
- ул. Центральная.

## История
Селото е основано в средата на 1750-те години от изселници от село Новобелая. Името си получава от първия си постоянен жител, Игнат Куличенков.
В центъра на селото, на възвишение, се намира паметник на архитектурата – църквата Преображение, построена през 1836 г., един от паметниците на руския класицизъм във Воронежка област.
По данни от 1995 г., в селото има 241 къщи и 656 жители, селски клуб, училище и магазин.
През 2010 г. в Куликовка живеят 559 души.
В началото на 2015 г. жителите на селото решават да реконструират местната църква. На 13 октомври 2015 г. на Преображенския храм са поставени нов купол и кръст, а в края на май 2016 г. започва ремонт на камбанарията на църквата.

## Население
| 2010 |
| ---- |
| 559  |